# Strongylus vulgaris
Strongylus vulgaris är en rundmaskart som först beskrevs av Looss 1900. Strongylus vulgaris ingår i släktet Strongylus och familjen Strongylidae. Arten är reproducerande i Sverige. Inga underarter finns listade i Catalogue of Life.

## Förekomst
Strongylus vulgaris är den farligaste inälvsparasiten som förekommer hos hästar och den kallas även för stora blodmasken. Strongylus vulgaris är den vanligaste av tre arter och den förekommer över hela världen. Förekomsten är dock varierande beroende på geografiskt läge, då klimatförhållanden skapar olika spridningsmönster, men även betestrycket verkar spela in. I en studie utförd av Eva Osterman Lind var det högre förekomst av ägg i träcken i södra Sverige (50 %) än i de mellersta (37 %) och norra (13 %) delarna av landet. I Sverige rapporterades det under 1949 att cirka 90 % av hästarna som obducerades hade artärbråck som orsakats av Strongylus vulgaris. Under 1970-talet påvisades ägg från Strongylus vulgaris i 65-70 % av de svenska hästarna men på 2000-talet har andelen positiva minskat till 5 %, då det nu finns effektivare avmaskningsmedel. För att inte parasiterna ska utveckla resistens mot avmaskningsmedlet är det viktigt att inte avmaska i onödan. Istället kan parasitproblemet förebyggas med betesplanering och minskning av parasitsmitta på betet. Under våren sker den största ökningen av ägg i träcken. Dessa ägg är producerade av larver som intogs föregående säsong och har levt i hästen under vintern. Den högsta halten av ägg kan ses under juli-september då förhållandena är optimala för utveckling av de frilevande larvstadierna på betesmarkerna.

## Morfologi
Alla rundmaskar har en cylindrisk form och kroppen är täckt med en färglös kutikula. Det som skiljer Strongylus vulgaris från övriga arter är framförallt huvudet med sina väl utvecklade mundelar med karakteristiska tänder. De vuxna maskarna är 2-3 cm långa och har en rödbrun färg.

## Livscykel/smittvägar
När en häst blir infekterad av Strongylus vulgaris sker en lång utvecklingsperiod på 6 månader innan man ser spår av ägg i träcken. Äggen som kommer ut med träcken utvecklas under goda förhållanden till första larvstadiet (L1) inom 2-4 dagar. Äggen tål temperaturer under 5°C men vid denna temperatur utvecklas de inte, utan befinner sig i ett vilostadium. I motsats till äggen är larverna i första larvstadiet (L1) känsliga för att torka ut och även för låga temperaturer. Larver som befinner sig i detta stadium lever i träcken och livnär sig på bakterier. De utvecklas vidare till larvstadium två (L2) som klarar av torka bättre men inte låga temperaturer. Vid höga temperaturer, upp till 35°C, kan ägg utvecklas till larver i tredje stadiet (L3) på tre dagar, medan det tar längre tid vid lägre temperaturer. L3-larver klarar av extrem kyla och de klarar sig ännu bättre om ett snötäcke skyddar mot klimatets variationer. De larver som är farliga är de som utvecklas från ägg i den begynnande betessäsongen. Under sensommarens nederbörd ser man ofta en kraftig ökning av larver som befinner sig i det tredje stadiet. Det är dessa larver som hästen får i sig när den betar. I detta stadium har larverna fortfarande en porös kutikula runt sig från föregående stadium. Väl inuti hästen släpper kutikulan när larven passerar genom mag- och tarmkanalen. Larven penetrerar slemhinnorna (mucosa och submucosa) i tunntarmen, blindtarmen och en del av tjocktarmen (ventrala kolon). I submucosan utvecklas larven till det fjärde stadiet (L4) och tar sig sedan vidare in i artärerna och börjar vandra mot blodflödet till krösroten som är ett stort blodkärl i tarmpaketet. I dessa blodkärl finner man majoriteten av L4. Det tar 14-21 dagar för larven att ta sig dit och här tillväxer larven betydligt under 3-4 månader innan den övergår till det femte och sista stadiet (L5). I detta stadium släpper larven taget och följer med blodflödet i artärerna till väggarna på blindtarmen och ventrala kolon där de innesluter sig i subserosa som noduler, 5-8 mm i diameter. När dessa brister blir larverna fria i tarmen och fäster vid tarmslemhinnan där de suger blod. Här utvecklas de vidare och blir könsmogna, det tar ungefär 6-8 veckor innan de börjar producera ägg som följer med träcken ut.

## Symtom
Hästar som är infekterade med Strongylus vulgaris visar oftast inga symtom alls. Det vanligaste symptomet som uppstår vid kraftiga parasitangrepp är kolik. Då förflyttar sig larverna mellan tarm och blodkärl och orsakar inflammation och blodproppar, vilket skapar syrebristskador i tarmen. Angreppen kan även ge minskat blodflöde till tarmarna, nervskador och förändrad tarmmotorik som också kan orsaka kolik. Hälta kan uppstå då små blodproppar spridit sig från tarmkärlen till benen. Larverna kan även orsaka artärbråck som försvagar artärväggarna, ett resultat av deras migration mot krösroten. Föl som har utsatts för experimentella infektioner med Strongylus vulgaris har visat på feber, matvägran, depression och buksmärtor efter några veckors infektion. Febern uppstår av vävnadsskadorna som Strongylus vulgaris orsakar eller på grund av toxiska substanser som larverna utsöndrar. Under normala förhållanden ser man inte dessa svåra symtom. Däremot är föl och unghästar de som drabbas hårdast av parasitangrepp och lider större risk att drabbas av kolik. Kolik som uppstår av Strongylus vulgaris sker vanligtvis på vintern då den högsta förekomsten av larver uppträder i artärerna som förser tarmen med syrerikt blod. Hästar som tidigare i livet har utsatts för infektion av Strongylus vulgaris har ofta immunitet när de blir infekterade senare i livet och de uppvisar även färre symtom.

## Diagnostisering
Det är svårt att fastställa en tidig infektion av Strongylus vulgaris. Det vanligaste är att påvisa ägg som kommer ut med träcken. Med denna metod är det svårt att fastställa exakt vilken art äggen tillhör och för artbestämning måste man odla fram larverna under 10-14 dagar i 20-25°C. Larverna utvecklas då till det tredje stadiet (L3) och kan därmed artbestämmas. Med hjälp av mikroskop kan man särskilja den farliga Strongylus vulgaris från den lilla blodmasken, som är betydligt ofarligare. Det är även möjligt att använda sig av molekylära tekniker för att identifiera vilken art äggen tillhör.

## Behandling
Om det har bekräftats att hästen lider av en Strongylus vulgaris-infektion bör hästen behandlas med avmaskningsmedel. Det är dock viktigt att inte avmaska i onödan då resistens kan utvecklas hos inälvsmaskarna. Det är bra att försöka identifiera de hästar i en grupp, vanligtvis 20 %, som är bärare av inälvsparasiter. Denna minoritet av individer brukar stå för 80-90 % av produktionen av maskägg, det bästa är att enbart avmaska dessa bärare och inte hela flocken.

## Förebyggande åtgärder
För att minska användningen av avmaskningsmedel är det bra att förebygga parasitsmitta i hagarna och därmed minska spridningen av resistens mot avmaskningsmedel hos parasiterna. Betesplanering är ett alternativ för att förebygga parasitsmitta, man skiljer då på vinter- och sommarhagar. Ston med föl och unghästar bör släppas på parasitfria beten. Man bör byta beteshagar innan växtligheten är nedbetad för att inte tvinga hästarna att beta nära gödselhögar som leder till att de får i sig parasitlarver. Det har visat sig vara bra att ta bort träcken från hagarna minst en gång i veckan, för att vara säker på att L3-larver inte utvecklas och sprider sig till omkringliggande gräsmarker. Detta är minst lika effektivt eller bättre än att använda avmaskningsmedel mot parasitsmitta på betet. Det har länge varit känt att man ska sprida ut gödselhögarna för att minska förekomsten av smitta, vilket stämmer i torrt och soligt väder då larverna dör, det har däremot en omvänd effekt om det är fuktigt. Larverna sprids då över stora områden vilket leder till ökad risk för parasitsmitta. För att minska parasitsmittan på betet kan man låta hästar växelbeta med nötkreatur och/eller får, då Strongylus vulgaris är artspecifik. Betet kan också vila ett helt år från betande djur för att nästkommande år ha en mycket låg smitta. Eventuellt kan det vara ett alternativ att låta betet vila från hästar under första halvan av säsongen och släppa djuren på bete först i juli.